# 錢若賡
錢若賡（1550年—17世纪），字德咸，號颺虞，浙江寧波府鄞縣人。明朝政治人物。

## 生平
隆慶四年（1570年）庚午科浙江鄉試第八名舉人，隆慶五年（1571年）聯捷辛未科會試第一百九十四名，第二甲第二十名進士出身，礼部觀政，授府学教授，萬曆元年（1573年）升国子监博士，三年升监丞，五年升礼部主事，八年升员外郎、郎中，十年官至臨江府知府，有鄉下人提四隻鵝上市趕集，因有事寄存在客店中，後來店主抵賴說：“群鵝我鵝耳”，鄉下人一狀告上衙門。錢若賡從鵝糞中判斷鵝是鄉下養大的，於是店主認罪。
於禮部任職期間，因選妃事得罪明神宗，後有御史揣摩上意，彈劾錢若賡對盜匪用刑嚴酷，是為酷吏。神宗欲以此罪殺之，將其下詔獄，群臣論救，禁锢南昌。下獄時其子錢敬忠年僅一歲，錢若賡被監禁長達三十七年之久，終不得釋。
萬曆四十七年（1619年），錢敬忠上疏：“臣父三十七年之中……氣血盡衰……膿血淋漓，四肢臃腫，瘡毒滿身，更患腳瘤，步立俱廢。耳既無聞，目既無見，手不能運，足不能行，喉中尚稍有氣，謂之未死，實與死一間耳”，神宗同情錢敬忠，下旨說：“汝不負父，將來必不負朕。”終於將錢若賡釋放。

## 家庭及關連
曾祖錢瓚，按察司副使，贈中憲大夫。祖父錢崑，知縣。父錢鳳午。母倪氏。具慶下。
- 子：錢靖忠
- 子：錢益忠
  - 孫：錢肅樂，崇禎十年進士。
- 子：錢敬忠，天啟二年進士。